# Stenopus spinosus
Stenopus spinosus is een tienpotigensoort uit de familie van de Stenopodidae. De wetenschappelijke naam van de soort is voor het eerst geldig gepubliceerd in 1827 door Risso.